# 迪迪埃·伯克哈爾特
迪迪埃·埃里克·伯克哈爾特（法語：Didier Eric Burkhalter；1960年4月17日—）是瑞士的一位政治家，他在2009年9月16日被選入瑞士聯邦委員會，並且在2014年擔任瑞士總統職務。伯克哈爾特所屬政黨是瑞士自由民主黨。他和奧地利人結婚，並且有三個孩子。